# أحمد إييمايا
أحمد أيّيمايا (بالتركية: Ahmet İyimaya)‏, (ولد:22 نوفمبر 1950 في «يُواكوي» أماسيا، تركيا) سياسي تركي وئيس «لجنة العدل» في البرلمان التركي. ونائب حالي وسابق في البرلمان التركي لأكثر من دورة ممثلا عن حزب العدالة والتنمية.